# 格拉卡卡山
46°35′54″N 14°35′49″E / 46.598358°N 14.597°E
格拉卡卡山（德語：Gracarca），是奧地利的山峰，位於該國南部，由克恩頓州負責管轄，屬於卡拉萬克斯山脈的一部分，處於克洛派內爾湖東南面，海拔高度676米，山體在新近紀時期形成。